# گورادیل
گورادیل (به لاتین: Goradil) یک منطقه مسکونی در جمهوری آذربایجان است که در شهرستان آب‌شوران واقع شده است. گورادیل ۸۸۶ نفر جمعیت دارد.

## ریشه واژه
گورا یا به شکل درست‌تر اورا در زبان تالشی و تاتی قفقاز به‌معنی قلعه و دیل همان تَل در زبان عربی به‌معنی تپّه است و معنای کامل آن قلعه روی تپّه است.